# Jonathan González Landeros
Jonathan González Landeros (Orizaba, Veracruz, México  13 de agosto de 1984) es un futbolista mexicano. Se desempeña en la posición de defensor.

## Trayectoria
Se inició en las categorías del Club Necaxa pero no llegaría a jugar con el club ya que fue cedido a préstamo al Asociación Deportiva Guanacasteca donde haría su debut como profesional a mediados de 2004, aunque solo permaneció por seis meses y volvió con su equipo pero fue prestado a Lobos BUAP de la Primera División 'A' y empezaría a tener regularidad y su nivel le hizo para que la directiva de Necaxa se fijase en el y  disputaría su primer torneo en la máxima categoría.
Para el Apertura 2005 al Clausura 2006  duraría en ese lapso y se fue a Dorados de Sinaloa.

### Clubes
| Club                 | País                | Año             | Partidos | Goles | Media |
| -------------------- | ------------------- | --------------- | -------- | ----- | ----- |
| A.D Guanacasteca     | Costa Rica          | 2004            | 5        | 0     | 0     |
| Lobos BUAP           | México              | 2004 - 2005     | 14       | 0     | 0     |
| Club Necaxa          | México              | 2005 - 2006     | 3        | 0     | 0     |
| Dorados de Sinaloa   | México              | 2006 - 2007     | 15       | 0     | 0     |
| Alacranes de Durango | México              | 2007 - 2008     | 8        | 0     | 0     |
| Club Necaxa          | México              | 2008            | 1        | 0     | 0     |
| Orizaba              | México              | 2009            | 7        | 0     | 0     |
| HNK Cibalia          | Croacia             | 2015            | 14       | 1     | 0.07  |
| Total en su carrera  | Total en su carrera | 2004 - Presente | 67       | 1     | 0.01  |